# Palais de l'Archevêché (Nicosie)
Pour les articles homonymes, voir Palais archiépiscopal.
Le Palais de l’Archevêché de Nicosie est la résidence officielle de l'archevêque de Chypre, chef de l'Église orthodoxe de Chypre.
Il a été construit entre 1956 et 1960 à côté du vieux palais du XVIIe siècle dans le style néo-byzantin. Des dépendances du Palais de l’Archevêché sont ouvertes au public (le musée byzantin, la librairie) mais le palais en lui-même n'est pas accessible.

## Source
- (en) Cet article est partiellement ou en totalité issu de l’article de Wikipédia en anglais intitulé « Archbishop's Palace, Nicosia » (voir la liste des auteurs).